# KTLA
KTLA é uma emissora de televisão estadunidense com sede em Los Angeles, Califórnia. Opera no canal 5 (35 UHF digital), e é afiliada da rede The CW. Pertence a Nexstar Media Group. Seus estúdios estão localizados no Sunset Bronson Studios na Sunset Boulevard, em Hollywood, e seu transmissor está localizado no Monte Wilson. 

## História

### Era experimental (1942-1947)
A KTLA foi licenciada pela Federal Communications Commission (FCC) em 1939 como uma emissora experimental com o prefixo W6XYZ, transmitindo no canal 4 VHF, e entrou no ar pela primeira vez em setembro de 1942. A emissora era originalmente de propriedade da subsidiária da Paramount Pictures, Television Productions, Inc., e estava sediada no lote dos estúdios da Paramount. Klaus Landsberg, pioneiro da televisão, foi o primeiro gerente e engenheiro da emissora.

### Propriedade da Paramount (1947-1964)
Em 9 de janeiro de 1947, a emissora foi licenciada para transmissão comercial com o prefixo KTLA no canal 5, entrando no ar em 22 de janeiro e tornando-se a primeira emissora de televisão comercial em Los Angeles e a oitava nos Estados Unidos. As estimativas de aparelhos de televisão no condado de Los Angeles na época variavam de 350 a 600, já que a emissora experimental W6XAO (canal 2, hoje KCBS-TV) já estava em operação, transmitindo programação regular. Bob Hope serviu como mestre de cerimônias para a transmissão inaugural da KTLA, intitulada The Western Premiere of Commercial Television, transmitida ao vivo naquela noite direto de uma garagem no lote do Paramount Studios, e contou com a presença de muitas celebridades de Hollywood.
A KTLA era originalmente afiliada à DuMont Television Network, na qual a Paramount detinha uma participação minoritária, se desafiliando da rede em 1948 e se tornando independente. A Paramount lançou um serviço de programação de curta duração, a Paramount Television Network, em 1948, tendo a KTLA e a WBKB-TV (hoje WBBM-TV) em Chicago servindo como suas emissoras principais. O serviço não conseguiu se consolidar como uma rede de televisão, mas durante os primeiros anos da KTLA, a emissora produziu diversas séries que foram distribuídas em grande parte dos Estados Unidos, como Armchair Detective, Bandstand Revue, Dixie Showboat, Frosty Frolics, Hollywood Reel, Hollywood Wrestling, Latin Cruise, Movietown, RSVP, Olympic Wrestling, Sandy Dreams e Time for Beany.
Em 1958, a KTLA mudou sua sede para o Paramount Sunset Studios na Sunset Boulevard, em Hollywood.

### Propriedade da Golden West Broadcasters/Kohlberg Kravis Roberts (1964-1982; 1982-1985)
Em novembro de 1963, a KTLA foi comprada pelo ator e cantor Gene Autry por US$ 12 milhões. Após a finalização da venda, em maio de 1964, Autry uniu a emissora a suas outras propriedades de radiodifusão, como a rádio KMPC (710 AM, hoje KSPN) em uma empresa de nome Golden West Broadcasters. Durante a década de 70, a KTLA passou a ter seu sinal transmitido via satélite e se tornou uma das primeiras super-estações do país, sendo distribuída por provedores de cabo em grande parte dos Estados Unidos, localizados a oeste do rio Mississippi.
A KTLA buscou uma estratégia de programação diferente de seus concorrentes durante o final dos anos 60 e 70, realizando reprises de dramas de uma hora de duração com uma forte ênfase em programas com tema de faroeste, como The Gene Autry Show, Bonanza e The Big Valley, além de programas de entrevistas, filmes e esportes. Os programas infantis, com exceção dos desenhos animados matinais do Popeye nos finais de semana, deixaram de ser exibidos. Popeye continuou sendo exibido nas manhãs de domingo. Mais tarde, na década de 70, mais dramas como Kung Fu, Wonder Woman e Starsky & Hutch passaram a ser exibidos. Em 1979, a KTLA adquiriu grande parte do estoque de programação da concorrente KBSC-TV (canal 52, hoje KVEA). Esses programas eram exibidos nas manhãs e inícios de tarde dos fins de semana. Em novembro de 1982, a Golden West vendeu a KTLA para a firma de investimentos Kohlberg Kravis Roberts por US$ 245 milhões. 

### Propriedade da Tribune Broadcasting (1985-2019)
Em maio de 1985, a KKR vendeu a emissora para a Tribune Broadcasting, com sede em Chicago, por um preço recorde de US$ 510 milhões. Como uma propriedade da Tribune, KTLA continuou a adquirir sitcoms e talk shows para sua programação. A KTLA também passou a ser uma afiliada da MGM/UA Premiere Network, uma rede de televisão baseada em filmes, com a exibição de Clash of the Titans. A emissora passou a exibir o bloco de programação do Action Pack sindicado a partir de meados de janeiro de 1994.
A KTLA passou grande parte do início e meados da década de 80 competindo com a KTTV (canal 11) pela maior audiência entre as emissoras independentes no sul da Califórnia, oferecendo uma variedade de programas de entretenimento em geral, incluindo filmes, esportes e reprises. Ela assumiu o primeiro lugar entre as independentes do mercado em tempo integral após a KTTV se tornar uma emissora própria da Fox no início da rede, em outubro de 1986. No verão de 1991, a emissora estreou um telejornal matinal de duas horas durante a semana. As sitcoms eram exibidas na emissora das 9h ao meio-dia nos dias de semana.

#### Afiliação com a The WB (1995-2006)
Em 2 de novembro de 1993, a divisão Warner Bros. Television da Time Warner e da Tribune Company anunciou a formação da The WB Television Network. Devido à participação da empresa na rede (inicialmente uma participação de 12,5%, posteriormente expandindo para 22%), a Tribune assinou contrato para que suas sete emissoras independentes existentes, junto com uma oitava que a empresa havia adquirido no ano seguinte, para serem as primeiras afiliadas da rede. Com isso, a KTLA se tornou uma afiliada de uma rede pela primeira vez em 47 anos, quando a The WB foi lançado em 11 de janeiro de 1995.
Como outras emissoras afiliadas à WB durante os primeiros quatro anos da rede, a KTLA inicialmente continuou a ter uma programação praticamente independente, já que a WB gerava apenas uma programação de duas horas no horário nobre nas noites de quarta-feira no lançamento da rede. A emissora continuou a transmitir filmes em horário nobre junto com séries sindicadas nas noites em que os programas da rede não iam ao ar. Em setembro de 1995, a KTLA passou a exibir desenhos animados à tarde e aos sábados de manhã do bloco Kids' WB recém-lançado da rede, trazendo de volta os programas infantis nos dias da semana a emissora pela primeira vez em quase 25 anos. A emissora continuou a usar a marca "Channel 5" que usava antes de sua afiliação à rede até 1997, quando a emissora reformulou sua marca no ar para "KTLA 5, L.A.'s WB".

#### Afilação com a The CW (2006-atual)
Em 24 de janeiro de 2006, a unidade Warner Bros. da Time Warner e a CBS Corporation anunciaram que as duas empresas encerrariam a The WB e a UPN e combinariam a respectiva programação das redes para criar uma nova rede chamada The CW. Com o anúncio, a Tribune Broadcasting assinou acordos de dez anos de afiliação para a KTLA e 16 das 18 outras emissoras afiliadas da The WB para se tornarem as primeiras afiliadas da nova rede. A emissora mudou sua marca para "KTLA 5, The CW" em 17 de setembro de 2006, imediatamente após a exibição da transmissão final da The WB, The Night of Favorites and Farewells.

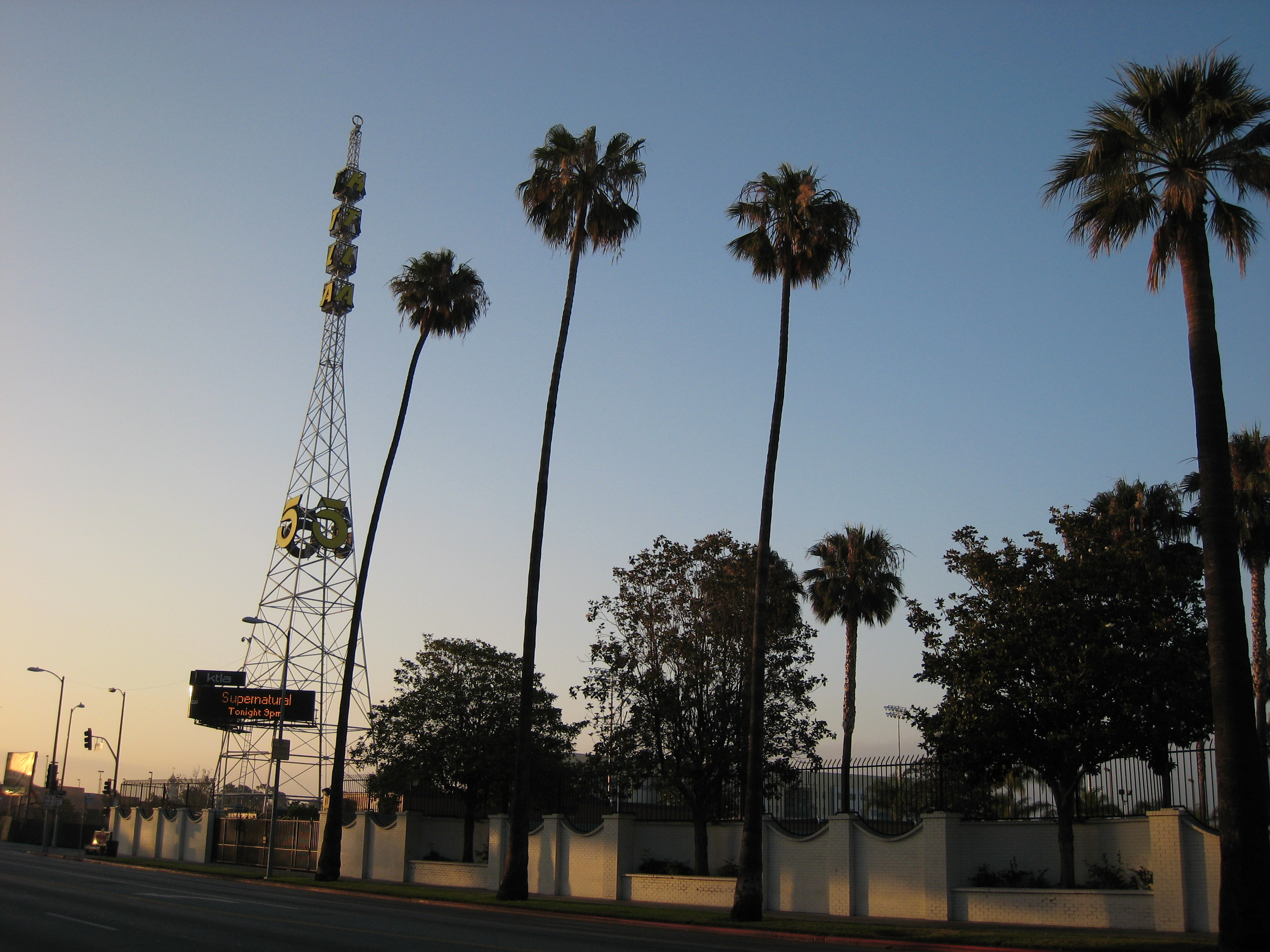
Torre da KTLA na Sunset Boulevard em 2007.

Em 22 de janeiro de 2007, a KTLA celebrou seu 60º aniversário. Dois dias depois, em 24 de janeiro de 2007, a KTLA se tornou a primeira emissora de televisão a ser homenageada com uma estrela na Calçada da Fama de Hollywood. Além da emissora, seis outras pessoas associadas a KTLA receberam estrelas na Calçada da Fama: O ex-proprietário Gene Autry, os jornalistas Hal Fishman, George Putnam, Stan Chambers e Larry McCormick, e o gerente fundador Klaus Landsberg. Além disso, a emissora continuou sua celebração no fim de semana após o Dia de Ação de Graças com uma maratona de 60 horas de programas clássicos que foram ao ar na KTLA no passado, como The Honeymooners, The Jack Benny Program, The Little Rascals, Wonder Woman e Peter Gunn. A emissora também exibiu retrospectivas de reportagens de fatos históricos de Los Angeles durante seus telejornais noturnos de fim de semana até 24 de novembro, devido à cobertura do incêndio no Corral Canyon, em Malibu.
Em 14 de fevereiro de 2008, a Tribune Company vendeu os Tribune Studios e imóveis relacionados em Los Angeles para a firma de ações Hudson Capital LLC por US$ 125 milhões, e o lote do estúdio foi renomeado para Sunset Bronson Studios após a venda. Especulou-se que a KTLA se mudaria para o Los Angeles Times Building, no centro de Los Angeles, combinando operações e funcionários com o jornal Los Angeles Times.

Logotipo da KTLA, utilizado de 13 de outubro de 2009 a julho de 2016.

Em 14 de outubro de 2009, a KTLA estreou um novo logotipo e um estúdio de jornalismo redesenhado, trazendo de volta o clássico número estilizado "5" que era usado anteriormente pela emissora de 1981 a 1997, e removendo o logotipo da The CW.

#### Venda cancelada para a Sinclair
Em 8 de maio de 2017, o Sinclair Broadcast Group, de Hunt Valley, em Maryland, anunciou que iria comprar a Tribune Media por US$ 3,9 bilhões. A possibilidade do acordo ser feito com a Sinclair foi recebida com preocupação entre os funcionários da emissora, devido a influência que a empresa poderia exercer no jornalismo da KTLA, já que a Sinclair é conhecida por exigir que suas emissoras publiquem reportagens e comentários que refletem uma perspectiva conservadora.
Em 18 de julho de 2018, horas depois da Sinclair apresentar uma revisão da proposta de aquisição que também abandonou os planos para a compra da WGN-TV e as emissoras irmãs afiliadas da The CW, KDAF em Dallas - Fort Worth e KIAH em Houston, para serem vendidas para a Cunningham Broadcasting e outra empresa, a fim de abordar as preocupações expressas pelo presidente da FCC, Ajit Pai, em relação aos licenciados parceiros que a Sinclair propôs usar para permitir a operação de certas emissoras da Tribune, contornando o limite de propriedade nacional de 39%. O Conselho de Comissários da FCC votou por unanimidade, 4-0, para enviar a proposta de aquisição da Sinclair-Tribune para uma audiência de revisão de provas perante um juiz de direito administrativo em meio a "sérias preocupações" sobre a franqueza de Sinclair em seus pedidos de venda de certas emissoras em mercados onde a Sinclair e a Tribune tinham propriedades televisivas. Em 9 de agosto de 2018, a Tribune anunciou que encerraria o negócio com a Sinclair e, ao mesmo tempo, entrou com uma ação de quebra de contrato no Tribunal da Chancelaria de Delaware, alegando que a Sinclair estava envolvido em negociações prolongadas com a FCC e o DOJ sobre questões regulatórias, recusando-se a vender emissoras em mercados onde já tinha propriedades e propôs desinvestimentos para partes com laços com o presidente executivo da Sinclair, David D. Smith, que foram rejeitados ou altamente sujeitos à rejeição para manter o controle sobre as emissoras que era necessário vender.

### Propriedade da Nexstar Media Group (2019-atual)
Em 3 de dezembro de 2018, a Nexstar Media Group, com sede em Irving, no Texas, anunciou que iria adquirir os ativos da Tribune por US$ 6,4 bilhões em dinheiro e dívidas. A venda foi aprovada pela FCC em 16 de setembro e concluída em 19 de setembro de 2019.

## Sinal digital
| PSIP | Canal digital | Resolução de vídeo | Programação                            |
| ---- | ------------- | ------------------ | -------------------------------------- |
| 5.1  | 35 UHF        | 1080i              | Programação principal da KTLA / The CW |
| 5.2  | 35 UHF        | 480i               | Antenna TV                             |
| 5.3  | 35 UHF        | 480i Widescreen    | Court TV                               |
| 5.4  | 35 UHF        | 480i Widescreen    | TBD                                    |

Em 28 de outubro de 1998, a KTLA estreou seu sinal digital pelo canal 31 UHF, passando a ser a primeira emissora de televisão em alta definição da Costa Oeste. Precisamente às 9h, o comediante e apresentador Milton Berle acionou o botão cerimonial "Transmit On", como fez na Feira Mundial de Chicago em 1939, no nascimento da transmissão de televisão analógica. O evento ocorreu durante o telejornal matinal da emissora. A emissora fez a primeira transmissão em HD do Rose Parade, assim como os jogos de beisebol do Dodgers.
A KTLA realocou seu espectro no leilão de realocação de espectro da FCC, passando a operar no canal 35 UHF em 18 de março de 2019.

### Transição para o sinal digital
Com base no decreto federal de transição das emissoras de TV estadunidenses do sinal analógico para o digital, a KTLA descontinuou sua programação regular no sinal analógico pelo canal 5 VHF em 12 de junho de 2009. O jornalista veterano Stan Chambers, que foi contratado pela emissora quase um ano após seu lançamento, em 1947, e permaneceu na mesma até sua aposentadoria em 2010, recebeu a honra de "lançar" uma troca cerimonial simulada da operação analógica para a digital, sinalizando aos engenheiros para desligar o sinal analógico no Monte Wilson às 22h45, durante a transmissão do Prime News. O evento estava sendo coberto ao vivo pelo neto de Stan, o repórter Jaime Chambers. Como parte do SAFER Act, a KTLA voltou a operar temporariamente seu sinal analógico após 15 minutos, às 23h, para informar os telespectadores a respeito da transição da televisão digital por meio de um ciclo de anúncios de serviço público da National Association of Broadcasters.

## Programas
Além de transmitir a programação nacional da The CW, a KTLA produz e exibe os seguintes programas:
- California Cooking: Culinária, com Jessica Holmes;
- KTLA 5 Morning News Early Edition: Telejornal, com Chris Schauble e Megan Henderson;
- KTLA 5 Morning News at 5: Telejornal, com Chris Schauble e Megan Henderson;
- KTLA 5 Morning News at 6: Telejornal, com Chris Schauble e Megan Henderson;
- KTLA 5 Morning News at 7: Telejornal, com Jessica Holmes e Frank Buckley;
- KTLA 5 Morning News at 9: Telejornal, com Jessica Holmes e Frank Buckley;
- KTLA 5 Morning News at 10: Telejornal, com Jessica Holmes e Frank Buckley;
- KTLA 5 Morning News at 11: Telejornal, com Jessica Holmes e Frank Buckley;
- KTLA 5 News at 1: Telejornal, com Glen Walker e Lu Parker;
- KTLA 5 News at 3: Telejornal, com Glen Walker e Lu Parker;
- KTLA 5 News at 5: Telejornal, com Courtney Friel e Rick Chambers;
- KTLA 5 News at 6: Telejornal, com Cher Calvin e Micah Ohlman;
- KTLA 5 News at 6:30: Telejornal, com Cher Calvin e Micah Ohlman;
- KTLA 5 News at 7: Telejornal, com Courtney Friel e Rick Chambers;
- KTLA 5 News at 10: Telejornal, com Cher Calvin e Micah Ohlman;
- KTLA 5 News at 11: Telejornal, com Cher Calvin e Micah Ohlman;
- KTLA 5 News at Noon: Telejornal, com Glen Walker e Lu Parker;
- L.A. Unscripted: Variedades, com Dayna Devon;
- Sports Final: Telejornal, com David Pingalore e Steve Hartman;

Diversos outros programas compuseram a grade da emissora, e foram descontinuados:
- am:LA
- Channel 5 Movie Theater
- Channel 5 Movie Special
- Channel 5 News at Ten
- Cinema 5
- Early Morning Movie
- Family Film Festival
- High Noon Movie
- KTLA 5 Sunday Edition
- KTLA News at Ten
- KTLA Prime News
- Making It!
- Mid-day Night Movie
- Movie For a Sunday Night
- Movies 'Til Dawn
- Newscene
- NewsWatch
- Saturday Movie Theatre
- Saturday Night at Movies
- Sunday Movie Morning
- Sunday Movie Special
- The George Putnam News
- The Friday Night Movie
- The Monday Night Movie

### Programação esportiva
De 1964 a 1995, KTLA foi a emissora oficial do time de beisebol Los Angeles/California Angels, depois que o então proprietário dos Angels, Gene Autry, comprou a emissora. Os direitos de televisão dos jogos dos Angels foram transferidos para a KCAL-TV em 1996.
A emissora também teve os direitos dos jogos de beisebol dos Los Angeles Dodgers de 1993 a 2001. A emissora voltou a ter direitos dos jogos dos Dodgers em 2 de setembro de 2016, quando a KTLA fechou acordo com a Charter Communications para transmitir simultaneamente seis jogos da temporada regular programados para as duas semanas finais da temporada de 2016, para os quais a rede esportiva regional SportsNet LA já detinha os direitos de transmissão por meio de seu contrato com os Dodgers. O acordo se estendeu até o ano seguinte, quando em 8 de março de 2017, a SportsNet LA concordou em transmitir simultaneamente dez jogos Dodgers agendados durante a primeira e as últimas cinco semanas da temporada regular de 2017 na KTLA. A decisão original para o acordo de transmissão simultânea foi tomada após reclamações de que os torcedores não seriam capazes de assistir às transmissões finais do lendário comentarista que se aposentou, Vin Scully, uma vez que a disponibilidade da SportsNet LA no sul da Califórnia é limitada principalmente aos sistemas Charter Spectrum devido a divergências entre a Charter/Time Warner Cable e cinco grandes provedores de televisão que atendem a região (Cox Communications, Frontier FiOS, AT&T U-verse, DirecTV e Dish Network) sobre as taxas de transmissão que os impediram de concordar em distribuir o canal. O Canal 5 continuaria este acordo com a SportsNet LA desde a temporada de 2018.
A KTLA também transmitiu jogos de estrada selecionados do Los Angeles Lakers de 1967 a 1977, e também jogos de estrada selecionados do Los Angeles Kings durante o mesmo período. A emissora também foi a emissora oficial do Los Angeles Clippers por dois períodos, de 1985 a 1991 e de 2002 a 2009. Além das transmissões de jogos de pré-temporada do Las Vegas Raiders (que estiveram sediados em Los Angeles de 1982 até o retorno para Oakland em 1994) sindicada pela Las Vegas Silver and Black Network, junto com um programa de 30 minutos a cada fim de semana durante a temporada regular antes do jogo, A KTLA produz um evento esportivo a cada ano, o LA Marathon, que conta com a participação de membros da equipe do KTLA 5 Morning News no ar e atletas profissionais em uma manhã de domingo de fevereiro e março a cada ano.

### Jornalismo
A KTLA atualmente transmite 84 horas e 20 minutos de telejornais produzidos localmente a cada semana (sendo 13 horas e 20 minutos em cada dia da semana, 8 horas e 20 minutos aos sábados e 9 horas e 20 minutos aos domingos). É a programação jornalística de maior duração entre as emissoras de televisão da Califórnia e dos Estados Unidos como um todo. A emissora produz um quadro de esportes de 15 minutos todas as noites às 22h45, durante o KTLA 5 News at 10. Produz um programa de 30 minutos, o Sports Final, nos fins de semana às 23h35, após o KTLA 5 News at 11.
O departamento de jornalismo da KTLA está localizado dentro do antigo estúdio Warner Bros. Cartoons (conhecido como Hal Fishman Newsroom desde 2000) na esquina da Van Ness and Fernwood em Hollywood. A emissora dá mais ênfase a reportagens de crimes locais, em oposição à política, saúde e outras notícias sérias.
Em 1958, a KTLA começou a operar um helicóptero em seus telejornais conhecido como "Telecopter", e era o dispositivo de transmissão de televisão aerotransportado mais avançado de seu tempo, sendo vendido para a KNBC (canal 4), de propriedade da NBC, que voou no Telecopter com o piloto Francis Gary Powers e o cinegrafista George Spears, até que ele caiu em 1 de agosto de 1977, matando os dois a bordo.
Durante o início dos anos 60, nos últimos anos de propriedade da Paramount Pictures, a KTLA lançou o am:LA, ancorado por Stan Chambers, sendo o primeiro telejornal matinal estendido no sul da Califórnia. Antes de lançar às seu telejornal das 22h em 1965, originalmente intitulado Newscene, a KTLA tinha seus telejornais noturnos transmitidos às 19h e 23h, com o último competindo diretamente com os telejornais locais de emissoras próprias de redes como a KNXT (hoje KCBS-TV), KRCA-TV (hoje KNBC) e KABC-TV.
Em julho de 1991, a KTLA estreou o primeiro telejornal local matinal ao vivo de Los Angeles, o KTLA Morning News, para competir com os programas matinais de rede nas concorrentes. O programa teve baixa audiência no início, mas a capacidade de cobrir notícias de última hora ao vivo (em oposição aos programas matinais da rede, que eram transmitidos com um atraso de de três horas) atraiu mais espectadores ao programa. Com o passar do tempo, o programa obteve grande sucesso nas pesquisas, geralmente ocupando o primeiro lugar no período principal das 7h às 9h. O sucesso do programa fez com que a rival KTTV lançasse seu próprio telejornal matinal, Good Day L.A., em 1993. De 1994 a 1995, a emissora transmitiu a cobertura do julgamento de O.J. Simpson ancorado por Marta Waller (a cobertura foi retransmitida por outras emissoras como a afiliada da The WB em Portland, Oregon KWBP (hoje KRCW-TV).
A emissora estreou um telejornal ao meio-dia em 1995, que mais tarde mudou para 11h do ano seguinte, que durou menos de dois anos antes de ser cancelado em 1997. Nos anos seguintes, os telejornais da KTLA tornaram-se mais baseados em revistas eletrônicas. Com isso, a emissora passou a colocar mais ênfase em notícias de entretenimento e contou com personalidades como Mindy Burbano Stearns, Zorianna Kitt, Ross King e, mais recentemente, Jessica Holmes, como repórteres de entretenimento. Em 2004, a KTLA estreou um segmento em seu noticiário matinal intitulado "The Audition", no qual vários atores e atrizes competiam por um papel como meteorologista no telejornal das 22h. Ross King foi o vencedor da primeira parcela, seguido por Jessica Holmes como a vencedora da segunda (Holmes agora atua como co-âncora do bloco dos dias úteis das 7h às 11h do KTLA Morning News). Em 13 de janeiro de 2007, a KTLA se tornou a segunda emissora de televisão no mercado de Los Angeles (depois da KABC-TV) a começar a transmitir seus telejornais locais em alta definição. Em 30 de julho de 2007, Hal Fishman ancorou seu último telejornal na emissora. Após vários dias de hospitalização por infecção hepática, Fishman morreu em 7 de agosto de 2007. Os telejornais da KTLA naquele dia foram dedicados a Fishman. Após a morte de Fishman, o antigo co-apresentador do Morning Show, Carlos Amezcua, tornou-se o co-âncora interino telejornal das 22h. A mídia local especulou que Amezcua seria nomeado âncora em tempo integral do noticiário do horário nobre, mas em 4 de setembro, Amezcua anunciou sua saída da KTLA para substituir John Beard como co-âncora do telejornal das 22h da KTTV. O co-âncora da manhã Emmett Miller assumiu como âncora interino da noite e foi nomeado como substituto permanente de Fishman em 4 de dezembro.
Após o ex-gerente geral da KCBS-TV / KCAL-TV, Don Corsini, ser nomeado presidente e gerente geral da KTLA em janeiro de 2009, a emissora expandiu sua programação de jornalismo durante o ano. Em 19 de janeiro, a emissora lançou um telejornal noturno de meia hora às 18h30. Em 1° de abril de 2009, o KTLA Morning News foi ampliado em meia hora para começar às 4h30 e um telejornal do meio-dia de uma hora às 13h estreou. No dia 4 de abril, a edição de fim de semana do telejornal das 18h30 se expandiu para uma hora inteira às 18h00, e o mesmo foi feito nos telejornais das 18h30 exibidos durante a semana no mesmo mês. Pouco depois, a KTLA passou a exibir seus boletins de trânsito para os telejornais da tarde e da noite.  
Em 26 de março de 2011, a emissora estreou telejornais matinais de fim de semana. Em agosto de 2011, a emissora estreou um telejornal de duas horas no horário nobre intitulado KTLA 5 Sunday Edition das 20h às 22h nas noites de domingo. Em 2 de fevereiro de 2012, a emissora expandiu a edição dos dias da semana do KTLA Morning News para começar às 4h da manhã.  
Em 9 de maio de 2014, o telejornal da manhã de sábado foi ampliado para três horas e transferido para 6h-9h, em um horário uniforme como o telejornal da manhã de domingo, causando o bloqueio do programa infantil da The CW na época, Vortexx, para ser transmitido com um atraso de duas horas (a transmissão foi expandida para quatro horas, das 6h às 10h em 6 de agosto de 2016, alinhando-se ainda mais com a expansão anterior do telejornal da manhã de domingo no mesmo intervalo de quatro horas em 5 de julho de 2015, e empurrando o bloco sucessor One Magnificent Morning em uma hora adicional). No mês seguinte, em 16 de junho, a emissora lançou um telejornal noturno de meia hora às 23h.
Em 26 de dezembro de 2014, a KTLA estreou telejornais à tarde separados com duração de uma hora, durante a semana, às 14h e às 15h. Em julho de 2015, a KTLA se tornou a primeira emisora de televisão em Los Angeles a transmitir simultaneamente áudio ao vivo de seus telejornais no aplicativo iHeartRadio.
Em 27 de dezembro de 2018, o âncora e repórter de fim de semana da KTLA, Chris Burrous, foi encontrado inconsciente devido a uma overdose de metanfetamina em um quarto de hotel do Days Inn em Glendale. Ele foi declarado morto em um hospital próximo.
Em 21 de setembro de 2020, a emissora estreou um novo telejornal do meio-dia com uma hora de duração durante a semana. No mesmo dia, o programa de variedades L.A. Unscripted estreou.

## Equipe

### Membros atuais

#### Apresentadores
- Cher Calvin
- Chris Schauble
- Courtney Friel
- Dayna Devon
- David Pingalore
- Frank Buckley
- Glen Walker
- Henry DiCarlo
- Lu Parker
- Mark Mester
- Megan Henderson
- Micah Ohlman
- Rick Chambers
- Sam Rubin
- Steve Hartman[51]

#### Meteorologistas
- Kaj Goldberg
- Mark Kriski
- Mary Beth McDade
- Vera Jimenez[51]

#### Repórteres
- Carlos Saucedo
- Chip Yost
- Chris Wolfe
- Christina Pascucci
- David Lazarus
- Derrin Horton
- Doug Kolk
- Ellina Abovian
- Eric Spillman
- Erin Myers
- Gayle Anderson
- Jennifer Gould
- Jennifer McGraw
- John Fenoglio
- Kacey Montoya
- Kareen Wynter
- Kimberly Cheng
- Kirk Hawkins
- Lauren Lyster
- Liberté Chan
- Lynette Romero
- Mark Kono
- Megan Telles
- Rahshaun Haylock
- Rich DeMuro
- Sara Welch
- Steve Kuzj
- Wendy Burch[51]

#### Trânsito
- Ginger Chan[51]

### Membros antigos
- Asha Blake
- Bill Stout †
- Bob Starr †
- Brad Johnson †
- Brandon Rudat
- Brett Miller
- Carlos Amezcua
- Clete Roberts †
- Chris Burrous †
- Dave Malkoff (hoje no The Weather Channel)
- Dick Enberg †
- Dick Lane †
- Elizabeth Espinosa (hoje na rádio KFI)
- Frank Mottek (hoje na rádio KNX)
- George Putnam †
- Giselle Fernández (hoje no Spectrum News 1)
- Hal Fishman †
- Jane Wells (hoje na CNBC)
- Jann Carl
- Jennifer York (hoje na rádio KNX)
- Katy Tur (hoje correspondente da NBC News)
- Keith Olbermann (hoje na ESPN)
- Larry McCormick †
- Marta Waller
- Michaela Pereira (hoje na HLN)
- Michele Ruiz
- Richard de Mille †
- Rory Markas †
- Ross King
- Sharon Tay (hoje na KCBS-TV/KCAL-TV)
- Stan Chambers †
- Stephen Dunne †
- Stu Nahan †
- Tom Duggan †
- Tom Harmon †
- Tom Hatten †
- Tom Snyder †
- Victoria Recaño (hoje no Inside Edition)
- Willa Sandmeyer

## Na cultura popular
- A KTLA ganhou notoriedade entre os fãs do Mystery Science Theatre 3000 em 30 de novembro de 1991, com a exibição de sua paródia do filme War of the Colossal Beast. No filme, há cenas de um âncora de telejornais da KTLA, o repórter da emissora Stan Chambers, prevendo qual será o próximo destino do personagem principal, Glen Manning.
- Durante a década de 50, enquanto a Paramount era proprietária da emissora, essa empresa também produzia desenhos animados do Popeye. Em um episódio, "Punch and Judo" (de 1951), os sobrinhos de Popeye ligam sua televisão no "canal número 5" (se referindo a emissora).
- A KTLA também foi representada em outras mídias (geralmente na forma de representações ficcionais de seus telejornais para cenas). Hal Fishman foi destaque no Channel 5 News at Ten no filme Malibu's Most Wanted. Em uma cena do filme Showtime, de 2002, o "SkyCam 5" (hoje Sky 5 HD) apareceu entre um grupo de helicópteros em torno do Hotel Bonaventure no centro de Los Angeles.
- Telejornais fictícios da emissora aparecem no filme Crank, de 2006, em uma cena em que o apresentador avisa os pais para "mandarem as crianças para fora da sala, pois faremos a cobertura ao vivo do caos no centro de Los Angeles ao vivo e sem censura".
- Uma versão fictícia da emissora foi representada na sitcom da Nickelodeon Big Time Rush, identificada como KULA e operando no canal 6 ao invés do 5.
- Outra versão fictícia da KTLA é vista no filme Blue Thunder, de 1983, identificada como KBLA e operando no canal 8.
- No filme Friends with Benefits, Dylan (Justin Timberlake) e Jamie (Mila Kunis) aparecem em uma reportagem exibida na KTLA.
- Outra versão fictícia aparece no filme de 2014, Nightcrawler. O exterior e a torre da emissora são mostrados várias vezes, com o nome "KWLA 6".